# McLaren MP4-29
Chronologie des modèles (2014)
McLaren MP4-28 McLaren MP4-30
La McLaren MP4-29 est la monoplace de Formule 1 engagée par l'écurie britannique McLaren Racing dans le cadre du championnat du monde de Formule 1 2014. Elle est pilotée par le Danois Kevin Magnussen, champion de Formula Renault 3.5 Series 2013, et le Britannique Jenson Button, qui effectue sa cinquième saison chez McLaren. Le pilote essayeur est le Belge Stoffel Vandoorne. Conçue par l'ingénieur britannique Tim Gloss, la MP4-29 reprend les bases de la réglementation technique en vigueur pour cette saison, avec notamment un moteur turbo, qui fait son retour dans la discipline.
Présentée le 24 janvier 2014 à l'usine de Woking au Royaume-Uni, Sam Michael, le directeur sportif de l'écurie, ambitionne de retrouver le chemin de la victoire, l'écurie britannique n'ayant obtenu aucun podium en 2013, une première depuis 1980.

## Création de la monoplace
La réglementation technique de la Formule 1 évoluant radicalement en 2014, la McLaren MP4-29 est dotée d'un moteur V6 turbo Mercedes, d'un système de récupération de l'énergie cinétique de 161 chevaux contre 80 les années précédentes, un museau en fourmilier à 185 millimètres au-dessus du sol, un aileron avant raccourci de 150 millimètres et un gain de masse de 49 kilogrammes.
La McLaren MP4-29 présente un museau qui s'affine alors que les mâts se prolongent vers l'arrière du nez, afin de maximiser l’écoulement de l’air vers le centre de la monoplace. Si l'aileron avant est dérivée de celui de sa devancière, la McLaren MP4-28, l'aileron arrière arbore une poutre centrale et un carénage en forme d’aileron entre l’ensemble frein/étrier et la boîte de vitesses, au niveau de la suspension arrière, afin d'améliorer l’écoulement de l'air et l'appui. La partie centrale de la MP4-29, semblable à la MP4-28, se distingue par une entrée d'air plus importante, des ailettes au-dessus de pontons courts qui s'arrondissent au niveau de la suspension arrière.
Le directeur général de l'écurie, Jonathan Neale, qui décrit la MP4-29 comme étant la « F1 du changement pour McLaren », revient sur cette révolution technique : « Nous n’avons jamais connu de tels changements de réglementation auparavant. Être réactif et gérer ces changements, tout en repoussant les limites de la performance, a été un travail extrêmement difficile ». Il ajoute que « le travail des ingénieurs et des designers pour comprendre et interpréter les données en piste sera plus important qu’avant ».
Sam Michael, directeur sportif de McLaren, estime que « retrouver la victoire » et « le développement continu » sont les objectifs de la saison, tout en réalisant « certains progrès afin de revenir en position de lutter pour le championnat du monde ».
Après avoir utilisé une livrée entièrement grise pour les essais d'intersaison, McLaren dévoile une monoplace grise, aux pontons et aux ailerons noirs, afin de mettre à l'honneur Mobil 1, le commanditaire de l'écurie spécialisé dans la fabrication de lubrifiants qui effectue sa vingtième année de coopération. McLaren annonce que cette livrée n'est utilisée que pour le Grand Prix d'Australie En effet, le logo de Mobil 1 est remplacée par celui du pétrolier Esso en Malaisie, puis par la compagnie aérienne Gulf Air, actionnaire de McLaren Technology Group, à Bahreïn,.

## McLaren MP4-29H/1X1
Le 14 novembre 2014, McLaren réalise un essai promotionnel de 100 kilomètres sur le circuit de Silverstone avec une version MP4-29H/1X1 de sa MP4-29 pilotée par les essayeurs de l'écurie, Oliver Turvey et Stoffel Vandoorne. La MP4-29H se distingue par l'utilisation d'un moteur V6 Honda, de retour en Formule 1 en 2015,. Elle est aussi alignée aux essais de fin de saison à Abu Dhabi aux mains de Stoffel Vandoorne.

## Résultats en championnat du monde de Formule 1

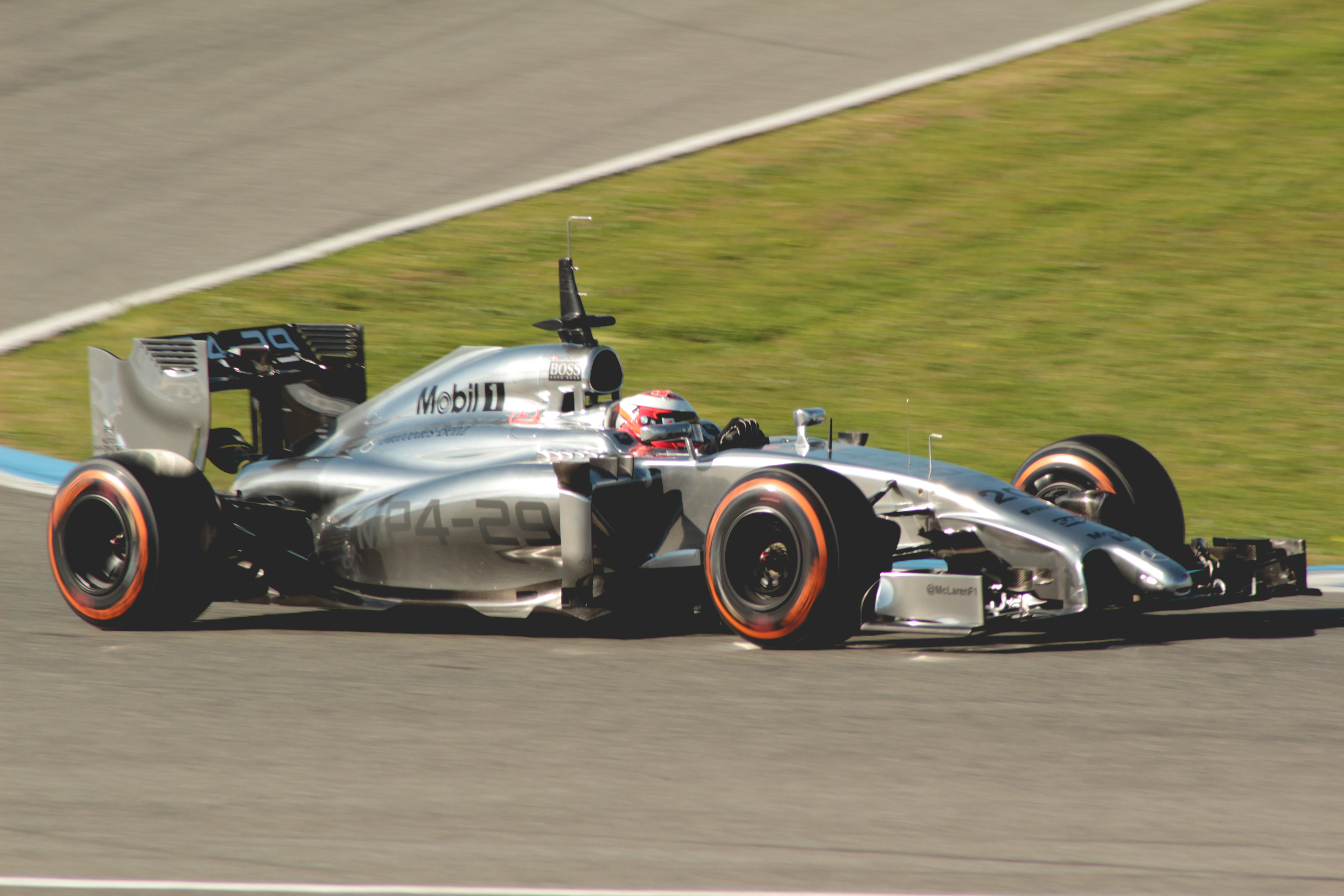
La McLaren MP4-29 arbore une livrée grise lors des essais hivernaux.

| Saison | Écurie           | Moteur                     | Pneus   | Pilotes         | Courses | Courses | Courses | Courses | Courses | Courses | Courses | Courses | Courses | Courses | Courses | Courses | Courses | Courses | Courses | Courses | Courses | Courses | Courses | Points inscrits | Classement |
| Saison | Écurie           | Moteur                     | Pneus   | Pilotes         | 1       | 2       | 3       | 4       | 5       | 6       | 7       | 8       | 9       | 10      | 11      | 12      | 13      | 14      | 15      | 16      | 17      | 18      | 19      | Points inscrits | Classement |
| ------ | ---------------- | -------------------------- | ------- | --------------- | ------- | ------- | ------- | ------- | ------- | ------- | ------- | ------- | ------- | ------- | ------- | ------- | ------- | ------- | ------- | ------- | ------- | ------- | ------- | --------------- | ---------- |
| 2014   | McLaren Mercedes | Mercedes V6 PU106A hybride | Pirelli |                 | AUS     | MAL     | BAH     | CHI     | ESP     | MON     | CAN     | AUT     | GBR     | ALL     | HON     | BEL     | ITA     | SIN     | JAP     | RUS     | USA     | BRÉ     | ABU     | 181             | 5e         |
| 2014   | McLaren Mercedes | Mercedes V6 PU106A hybride | Pirelli | Kevin Magnussen | 2e      | 9e      | Abd     | 13e     | 12e     | 10e     | 9e      | 7e      | 7e      | 9e      | 12e     | 12e     | 10e     | 10e     | 14e     | 5e      | 8e      | 9e      | 11e     | 181             | 5e         |
| 2014   | McLaren Mercedes | Mercedes V6 PU106A hybride | Pirelli | Jenson Button   | 3e      | 6e      | 17e*    | 11e     | 11e     | 6e      | 4e      | 11e     | 4e      | 8e      | 10e     | 6e      | 8e      | Abd     | 5e      | 4e      | 12e     | 4e      | 5e      | 181             | 5e         |

Légende : ici
- * Le pilote n'a pas terminé la course mais est classé pour avoir parcouru plus de 90 % de la distance de course.